# Albizia kostermansii
Albizia kostermansii är en ärtväxtart som beskrevs av Ivan Christian Nielsen. Albizia kostermansii ingår i släktet Albizia och familjen ärtväxter. Inga underarter finns listade i Catalogue of Life.